# Robert Wade
Robert Wade (Penarth, 1962) is een Britse scenarioschrijver en producent. Hij is vooral bekend van zijn samenwerking met Neal Purvis, met wie hij zes James Bondfilms schreef.

## Carrière
Robert Wade werd geboren in het Welshe Penarth en zou daar tot zijn elfde blijven wonen. Hij studeerde aan de University of Kent, waar hij een kamergenoot was van zijn latere collega Neal Purvis. Na zijn studies verhuisde Wade naar Londen. Samen met Purvis begon hij scenario's voor films en muziekvideo's te schrijven.
In 1991 werd hun eerste scenario, Let Him Have It, verfilmd door regisseur Peter Medak. De misdaadfilm was gebaseerd op de controversiële terdoodveroordeling van Derek Bentley in 1952. Het volgende project van Wade en Purvis, de avontuurlijke misdaadfilm Plunkett & Macleane (1999), werd opgemerkt door producente Barbara Broccoli, die de twee scenarioschrijvers vervolgens inhuurde om het scenario voor de James Bondfilm The World Is Not Enough (1999) te schrijven. Ook in de daaropvolgende jaren bleven Purvis en Wade scenario's schrijven voor de populaire franchise. In 2013 won hij met de Bondfilm Skyfall een BAFTA.
Tussendoor schreef het duo ook het James Bondparodie Johnny English (2003), waarin de Britse komiek Rowan Atkinson een stuntelige geheim agent speelt. De twee werkten ook mee aan de sequel Johnny English Reborn (2011).
In 2017 schreven Wade en Purvis samen met Len Deighton de BBC-miniserie SS-GB. De vijfdelige reeks volgt een moordrechercheur in een alternatieve geschiedenis waarin nazi-Duitsland de Tweede Wereldoorlog gewonnen heeft en Engeland bezet.

## Prijzen en nominaties
| Prijs | Categorie                  | Film                 | Resultaat   |
| ----- | -------------------------- | -------------------- | ----------- |
| BAFTA | Beste Britse film          | Skyfall (2012)       | Gewonnen    |
| BAFTA | Beste Britse film          | Casino Royale (2006) | Genomineerd |
| BAFTA | Beste scenario (adaptatie) | Casino Royale (2006) | Genomineerd |

## Filmografie
Film
- Let Him Have It (1991)
- Plunkett & Macleane (1999)
- The World Is Not Enough (1999)
- Die Another Day (2002)
- Johnny English (2003)
- Return to Sender (2004)
- Stoned (2005)
- Casino Royale (2006)
- Quantum of Solace (2008)
- Johnny English Reborn (2011)
- Skyfall (2012)
- Spectre (2015)
- No Time to Die (2021)

Televisie
- SS-GB (2017)